# Río Bezeps
El río Bezeps (del ruso: Безепс) es un río del krai de Krasnodar, en Rusia, afluente por la izquierda del río Shebsh, tributario del Afips, que desemboca en el Kubán.

## Curso
Tiene 34 km de longitud y 128 km². Nace 9 km al oeste de Mirni y desciende en dirección predominantemente nordeste trazando un brusco giro al sureste, volviendo al nordeste hasta que desemboca en Stávropolskaya.